# Fallen Astronaut

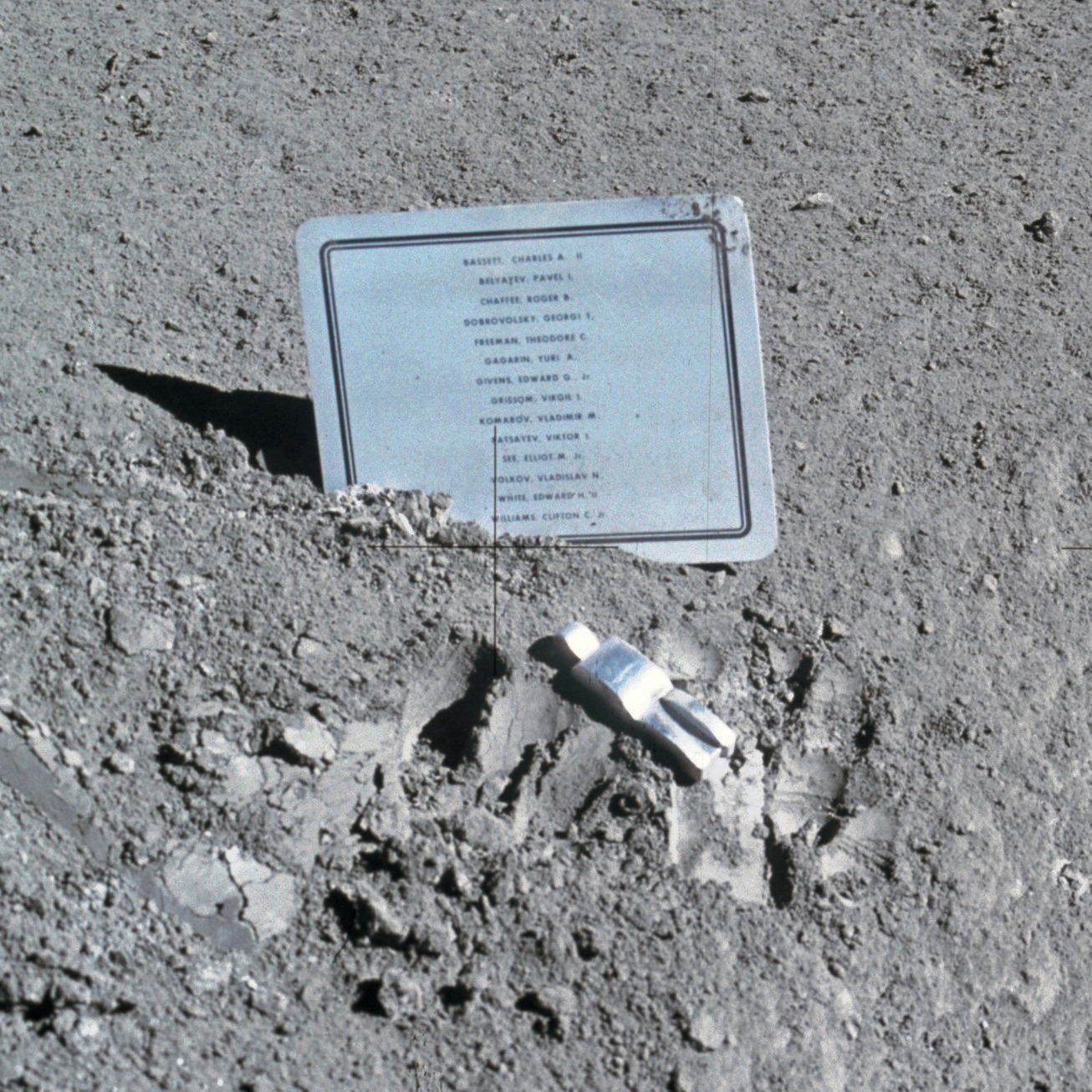
プレートの手前にある人型の彫刻がFallen Astronaut

Fallen Astronaut（フォーリン アストロノート）は高さ8.5cmの、宇宙服を着た宇宙飛行士のアルミニウム製彫刻。宇宙開発の発展において死去した宇宙飛行士を追悼するためのものである。1971年8月1日にアポロ15号のクルーによって月のハドリー山に置かれた。

## 彫刻について
この彫刻はベルギーの芸術家、ポール・ヘイドンクが製作した。彼は夕食会でアポロ15号ミッションのコマンダー、デイヴィッド・スコットに出会い、宇宙開発の発展のために死んでいった米ソの宇宙飛行士を個人的に追悼するための彫刻を依頼された。その際いくつかの制約条件も与えられた。具体的には彫刻は軽量で丈夫、なおかつ月の高温、低温にも耐えられること、さらにその彫刻から男女、民族の区別が出来ないようなデザインをしていること、である。さらにスコットは商業化を避けたかったため、ヘイドンクの名は公にされない予定だった。

## プレート
1971年8月1日、Fallen Astronaut がアポロ15号のクルーによって月面に置かれ、その傍に8人のアメリカ人宇宙飛行士と6人のソ連宇宙飛行士の名が刻まれたプレートが置かれた。メンバーは以下の通り。
| 名前                         | 国籍           | 没年月日       | 事故内容                 | 年齢 |
| ---------------------------- | -------------- | -------------- | ------------------------ | ---- |
| セオドア・フリーマン         | アメリカ合衆国 | 1964年10月31日 | 航空機事故               | 34歳 |
| チャールズ・バセット         | アメリカ合衆国 | 1966年2月28日  | 航空機事故               | 34歳 |
| エリオット・シー             | アメリカ合衆国 | 1966年2月28日  | 航空機事故               | 38歳 |
| ガス・グリソム               | アメリカ合衆国 | 1967年1月27日  | アポロ1号の火事          | 40歳 |
| ロジャー・チャフィー         | アメリカ合衆国 | 1967年1月27日  | アポロ1号の火事          | 31歳 |
| エドワード・ホワイト         | アメリカ合衆国 | 1967年1月27日  | アポロ1号の火事          | 36歳 |
| ウラジーミル・コマロフ       | ソビエト連邦   | 1967年4月24日  | ソユーズ1号の再突入事故  | 40歳 |
| エドワード・ギブンズ         | アメリカ合衆国 | 1967年6月6日   | 自動車事故               | 37歳 |
| クリフトン・ウィリアムズ     | アメリカ合衆国 | 1967年10月5日  | 航空機事故               | 35歳 |
| ユーリイ・ガガーリン         | ソビエト連邦   | 1968年3月27日  | 航空機事故               | 34歳 |
| パーヴェル・ベリャーエフ     | ソビエト連邦   | 1970年1月10日  | 病気                     | 44歳 |
| ゲオルギー・ドブロボルスキー | ソビエト連邦   | 1971年6月30日  | ソユーズ11号の再突入事故 | 43歳 |
| ビクトル・パツァーエフ       | ソビエト連邦   | 1971年6月30日  | ソユーズ11号の再突入事故 | 38歳 |
| ウラディスラフ・ボルコフ     | ソビエト連邦   | 1971年6月30日  | ソユーズ11号の再突入事故 | 35歳 |

後年デイヴィッド・スコットは「不幸にも、ここからヴァレンチン・ボンダレンコとグリゴーリー・グリゴリエヴィチ・ネリュボフの2人の名が抜け落ちている」と語り、これは当時ソ連の宇宙開発計画を取り巻く機密主義のせいで、彼らの死に気づかなかった、と説明している。
加えて1967年に2人のアメリカ空軍宇宙飛行士が死去していた。マイケル・ジェームズ・アダムズはX-15事故で、初の黒人宇宙飛行士であり有人軌道実験室計画に参加していたロバート・ヘンリー・ローレンス・ジュニアは訓練中の事故で他界していたが、2人ともプレートには記載されていない。ただし両者の名は、ケネディ宇宙センターにあるスペース・ミラー・メモリアルには記載されている。

## 影響

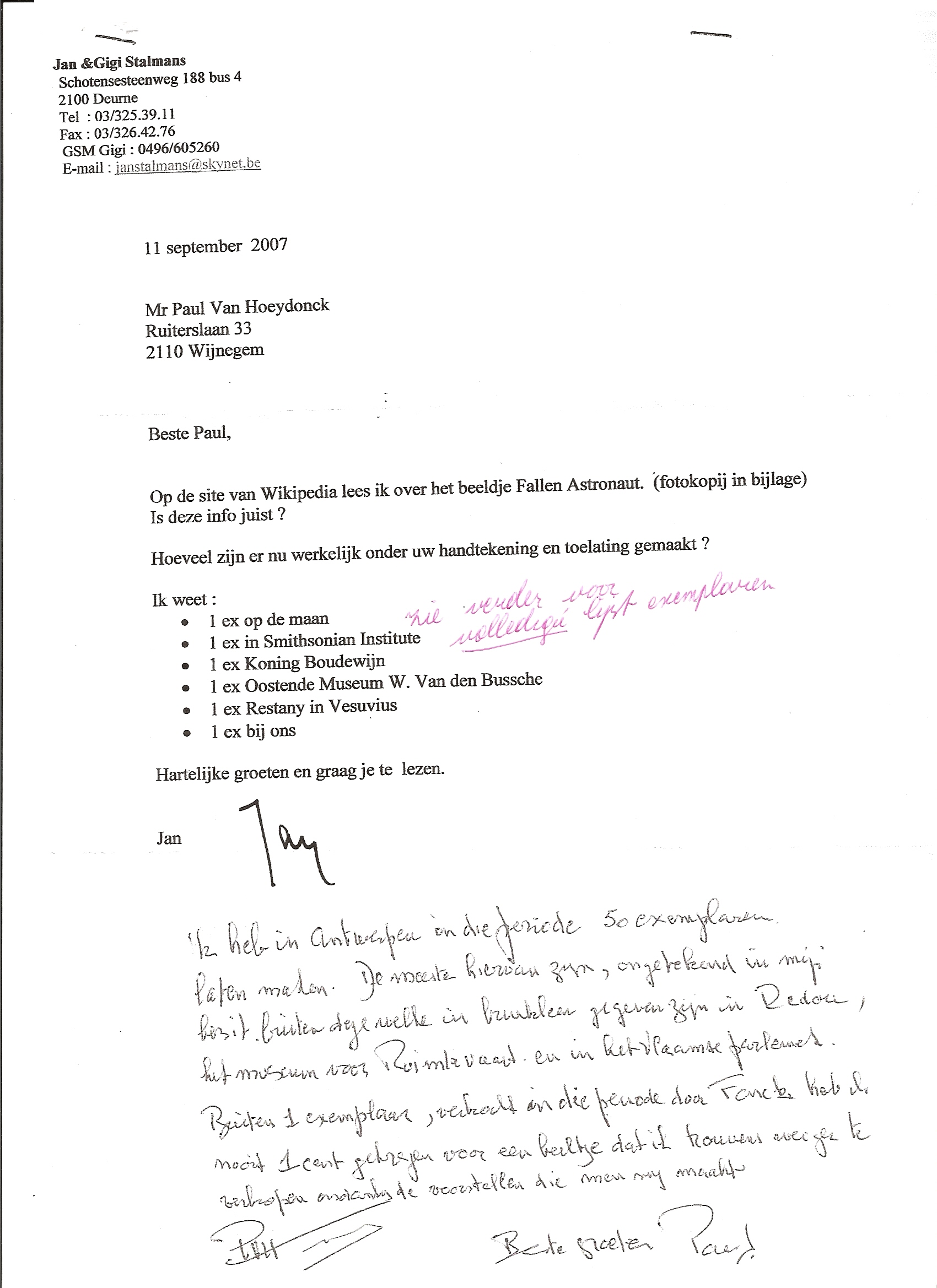
Fallen Astronautに関する質問とヘイドンクによる返信。かつてWikipediaにはFallen Astronautに関する誤った情報が書かれており、ベルギー人のJan Stalmansが質問状を送った

フライト後の記者会見でクルーがこの彫刻について述べたところ、国立航空宇宙博物館は一般展示するためにレプリカの作製を求めた。クルーは「with good taste and without publicity」（良識を持って、かつ宣伝なし）という条件の下これに同意した。
CBSのニュースキャスター、ウォルター・クロンカイトがアポロ16号の打上げ放送の際、"Fallen Astronaut"とプレートを月面における最初の芸術として初めて紹介したその翌日の1972年4月17日に、レプリカはスミソニアン研究所に送られた。現在はプレートのレプリカと共にナショナル・モールで展示されている。
1972年5月、スコットは製作者であるポール・ヘイドンクが彫刻のレプリカを製造して売却するつもりである、ということを耳にした。これは2人の約束を反故にするものであり、スコットはヘイドンクに中止するよう説得したが、雑誌「Art in America」の1972年7月号にレプリカの全面広告が出された。広告の内容は、彫刻家のサインが入った"Fallen Astronaut"のレプリカ像950体がニューヨークのウォデル・ギャラリー（Waddell Gallery）から750ドルで販売される、というものだった。
この販売に関してNASAから否定的な意見が出された後、ヘイドンクはレプリカ製造の許可を撤回し、結局レプリカ像が販売されることはなかった。
2007年9月付けのヘイドンクが書いた手紙には、今まで50体のレプリカ像が作成され、そのほとんどは自身が未だ保有しており、多くの売却の要望があったにもかかわらず、唯一つを除けばその像によって金銭を得たことはなかった、と書かれていた。
ヘイドンクはベルギーのルソワール氏によるインタビューの中で、本来この彫刻は宇宙飛行士だけでなく、全人類を表現したものであるはずであると語り、最終的にこの彫刻が宇宙開発マニアにとって記念的な扱いをされていたということを知らなかった、と述べている。